# Thomas Trummer
Thomas „Tom“ Trummer (* Juni 1978 in Bruck an der Mur) ist ein österreichischer Lichtdesigner, der seit 2009 die Leitung der Abteilung Beleuchtung & Video am Schauspielhaus Graz innehat.

## Leben und Werk
Thomas Trummer wurde im Juni 1978 in Bruck an der Mur geboren, wuchs in Aflenz auf und besuchte unter anderem die HTBLA Kapfenberg, die er im Jahre 1998 im Bereich Elektrotechnik (Energie-, Regelungstechnik und Leistungselektronik) erfolgreich abschloss. Danach begann er ein Toningenieur-Studium an der Kunstuniversität Graz und der Technischen Universität Graz, ehe er im Jahre 2002 ans Schauspielhaus Graz wechselte. Dort schloss er auch im Jahre 2005 seine Ausbildung zum Beleuchtungsmeister ab und arbeitete in weiterer Folge in der Beleuchungsabteilung des Schauspielhauses mit. 2007 übernahm er die stellvertretende Leitung der Abteilung und behielt diese Position bis 2009, als er zum Leiter der Abteilung Beleuchtung & Video am Schauspielhaus Graz aufstieg.
Zu seinen Arbeiten an seinem Stammhaus zählen Inszenierungen von Daniel Foerster (The Fountainhead (2018/19)), Stephan Rottkamp (Maria Stuart (2018/19), Der Revisor (2016/17) und Der Sturm (2015/16)), Jan-Christoph Gockel (Merlin oder Das wüste Land (2015/16), Der Auftrag: Dantons Tod (2016/17) und Die Revolution frisst ihre Kinder! (2018/19)), Nikolaus Habjan (Böhm (2017/18 und 2018/19)), Lily Sykes (Nathan der Weise (2017/18), Romeo und Julia (2016/17) und Cactus Land (2015/16)), Volker Hesse (Geächtet (2016/17)), Dominic Friedel (Kasimir und Karoline (2015/16)), Alexander Eisenach (Frequenzen (2015/16)), Simone Blattner (Die Präsidentinnen (2014/15)), Helmuth Köpping und Ed. Hauswirth (Lumpazigeist Höllenangst Umsonst Ein Polterabend mit Johann Nestroy (2014/15)), Viktor Bodó (Motel (2014/15)), Yael Ronen (Community (2014/15), Hakoah Wien (2012/13, 2013/14 und 2014/15) und Niemandsland (2013/14)), Christiane Pohle (Der Untergeher (2012/13) und Gegenwart der Erinnerung (2014/15)), Patrick Schlösser (Am Ziel (2008/09) und Passé – Das Vergangene (2014/15)), Stefan Behrendt (Alle sieben Wellen (2011/12) und Der Gott des Gemetzels (2013/14 und 2014/15)), Ingo Berk (Radetzkymarsch (2008/09), Die Glut (2009/10), Peer Gynt (2010/11), Don Carlos (2011/12), Der einsame Weg (2012/13) und Cabaret (2013/14)), Michael Simon (Rechnitz (Der Würgeengel) (2011/12) und Immer noch Sturm (2013/14)), Peter Konwitschny (Faust (2012/13)), Bernadette Sonnenbichler (Blind Date (2010/11) und Frauen am Rande des Nervenzusammenbruchs (2012/13)), Fritz Ostermayer (Aus-Schluss-Basta oder Wir sind total am Ende (2011/12)), Cornelia Crombholz (Opening Night (2009/10), Enron (2010/11) und Floh im Ohr (2011/12)), Sophie Krayer (Die Dreigroschenoper (2011/12)), Elmar Goerden (Judith (2010/11) und Minna von Barnhelm (2011/12)), Christina Rast (Freiheit in Krähwinkel (2010/11)), Barbara-David Brüesch (Fröhliche Gespenster (Blithe Spirit) (2010/11)), Anna Badora (Hexenjagd (2010/11)), Götz Spielmann (Imperium Götz Spielmann (2009/10)), Christine Eder (Das ewige Leben (2008/09)), Tom Kühnel (GO WEST – Eine Familie wandert aus (2007/08) und Wer hat Angst vor Virginia Woolf…? (2008/09)) und Tobias Kratzer (Weh dem, der lügt! (2008/09)).
Er gastiert aber auch regelmäßig an anderen bedeutenden Schauspielhäusern; so war er unter anderem ab dem Frühjahr 2015 als Lichtdesigner am Wiener Volkstheater aktiv. Von Anfang September bis Ende November 2016 arbeitete Trummer an der Philharmonie Luxembourg, ehe er wieder nach Graz zurückkehrte und dort seine Karenzvertretung ablöste.